# Maciej Konacki
Maciej Konacki [ma.ˈt͡ɕɛj kɔ.ˈna.t͡ski], né en 1972 à Toruń en Pologne, est un astronome polonais, connu pour sa découverte de HD 188753 Ab, la première planète détectée dans un système stellaire triple.

## Éducation
Konacki a reçu un diplôme de magister en astronomie de l'Université Nicolas-Copernic en 1996. En 2000, il reçoit son doctorat de physique en astronomie, de la même université.

## Découverte de HD 188753 Ab
Maciej Konacki a découvert HD 188753 Ab avec le télescope Keck I au sommet du mont Mauna Kea à Hawaii.